# Тюз (село)
Тюз (кирг. Туз) — село в Сокулукском районе Чуйской области Кыргызстана. Входит в состав аильного округа имени Кайназаровой. Код СОАТЕ — 41708 222 872 03 0.

## География
Село расположено в северо-западной части области, к северу от Большого Чуйского канала, на расстоянии приблизительно 11 километров (по прямой) к северо-северо-западу (NNW) от города Шопоков, административного центра района. Абсолютная высота — 764 метра над уровнем моря.

## Население
| год     | 2009 | 2014 | 2015 |
| ------- | ---- | ---- | ---- |
| человек | 681  | 751  | 745  |